# Orientzomus ralik
Espèce
Orientzomus ralik est une espèce de schizomides de la famille des Hubbardiidae.

## Distribution
Cette espèce est endémique des îles Marshall. Elle se rencontre sur l'atoll Jaluit dans les îles Ralik.

## Description
La femelle holotype mesure 3,52 mm.

## Étymologie
Son nom d'espèce lui a été donné en référence au lieu de sa découverte, les îles Ralik.

## Publication originale
- Cokendolpher & Reddell, 2000 : Nuove specie di Apozomus e di Orientzomus delle Isole Marshall, Micronesia (Schizomida Hubbardiidae). Memorie della Societa Entomologica Italiana, vol. 78, no 2, p. 321-328  (texte intégral).